# Đoàn Nguyễn Thùy Trang
Đoàn Nguyễn Thùy Trang (sinh năm 1972) là đại biểu Quốc hội Việt Nam khóa 13, thuộc đoàn đại biểu Thành phố Hồ Chí Minh.

## Tiểu sử
Đoàn Nguyễn Thùy Trang sinh ngày 12 tháng 8 năm 1972, người dân tộc Kinh, không theo tôn giáo nào. Bà có quê quán ở xã Đại Nghĩa, huyện Đại Lộc, tỉnh Quảng Nam.
Bà có bằng Cử nhân Ngữ văn, Cử nhân Anh văn và Trung cấp lý luận chính trị.
Ngày 2/7/2004, bà gia nhập Đảng Cộng sản Việt Nam.
Từ 2011 đến 2016, bà là Đại biểu Quốc hội Việt Nam khóa 13 thuộc đoàn đại biểu Thành phố Hồ Chí Minh, Ủy viên Ủy ban Khoa học, Công nghệ và Môi trường của Quốc hội khóa 13. Đồng thời bà là Phó Tổng biên tập Báo Khoa học Phổ thông, Ủy viên Ban Chấp hành Hội Nhà báo TP. Hồ Chí Minh, Ủy viên Ban chấp hành Đảng bộ cơ quan Liên hiệp các Hội Khoa học kỹ thuật TP. Hồ Chí Minh. Bà làm việc ở Báo Khoa học Phổ thông, số 24 Ter Cao Bá Nhạ, quận 1, thành phố Hồ Chí Minh.